# 阿貝爾塔米

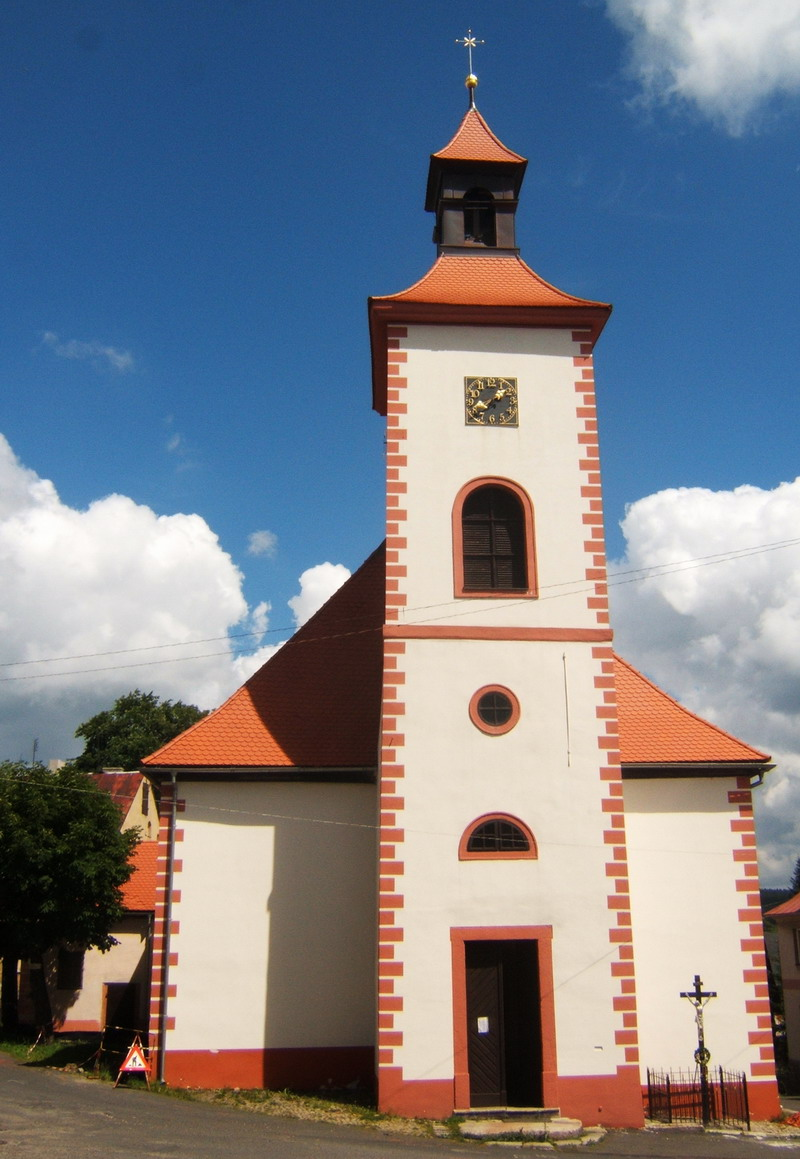

亞伯塔米是捷克的城鎮，位於該國西部，距離首府卡羅維發利16公里，由卡羅維發利州負責管轄，面積8.70平方公里，海拔高度900米，2011年人口1,323。

## 外部連結
- Municipality website (cz)
- Unofficial website (cz)